# Polistes humilis
Polistes humilis är en getingart som först beskrevs av Fabricius 1781.  Polistes humilis ingår i släktet pappersgetingar, och familjen getingar.

## Underarter
Arten delas in i följande underarter:
- P. h. synoecus
- P. h. centrocontinentalis

## Bildgalleri

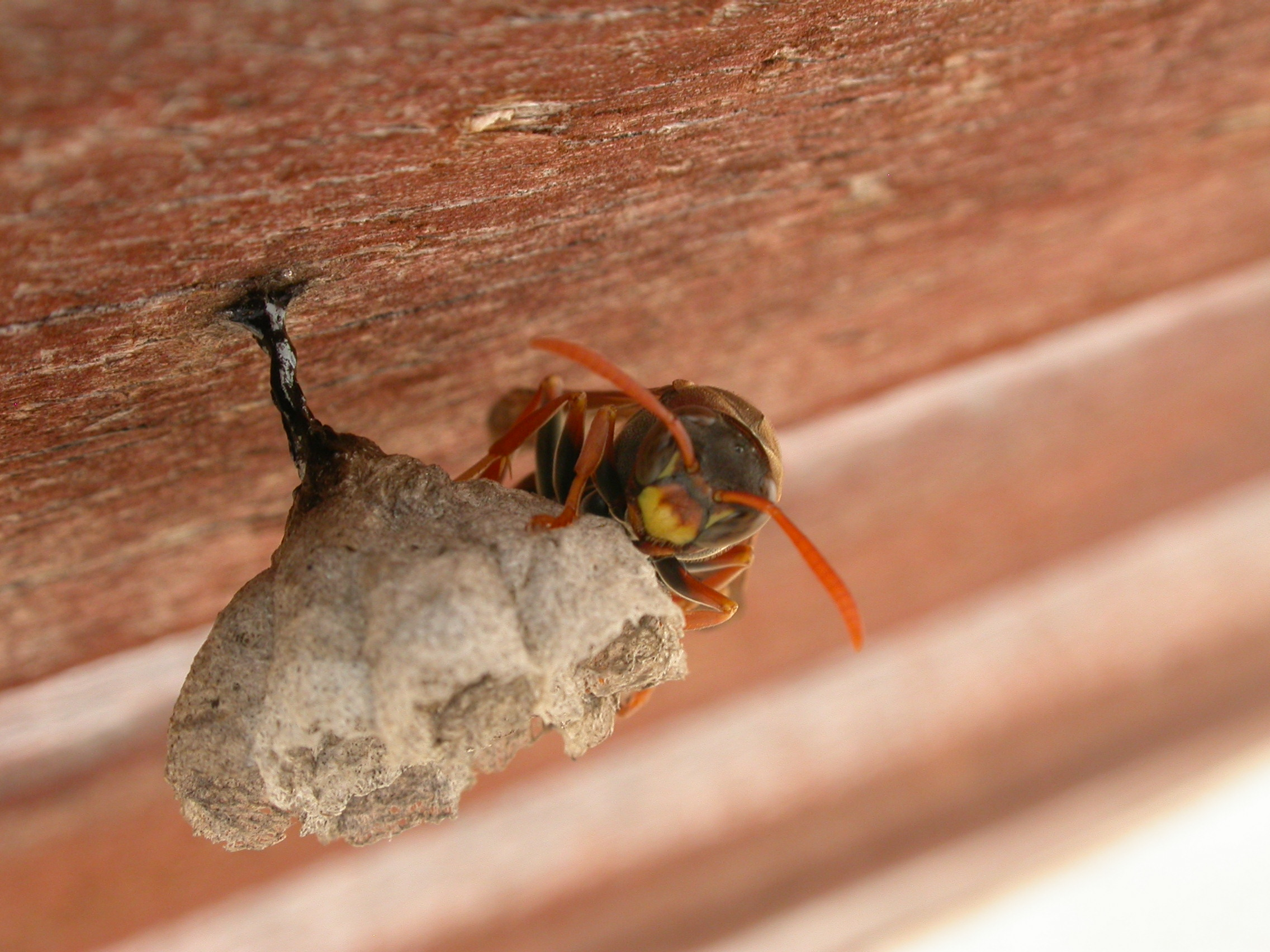
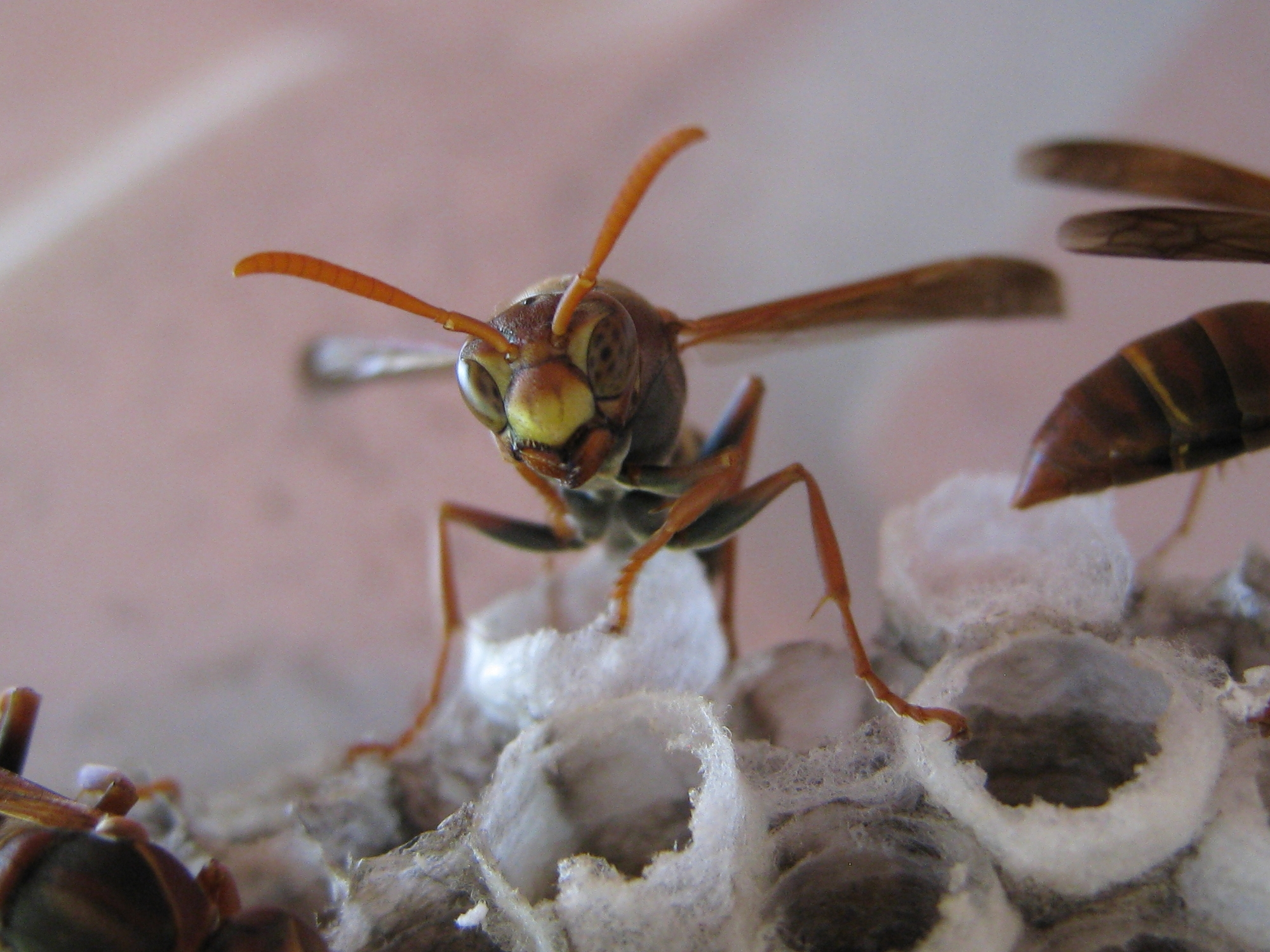
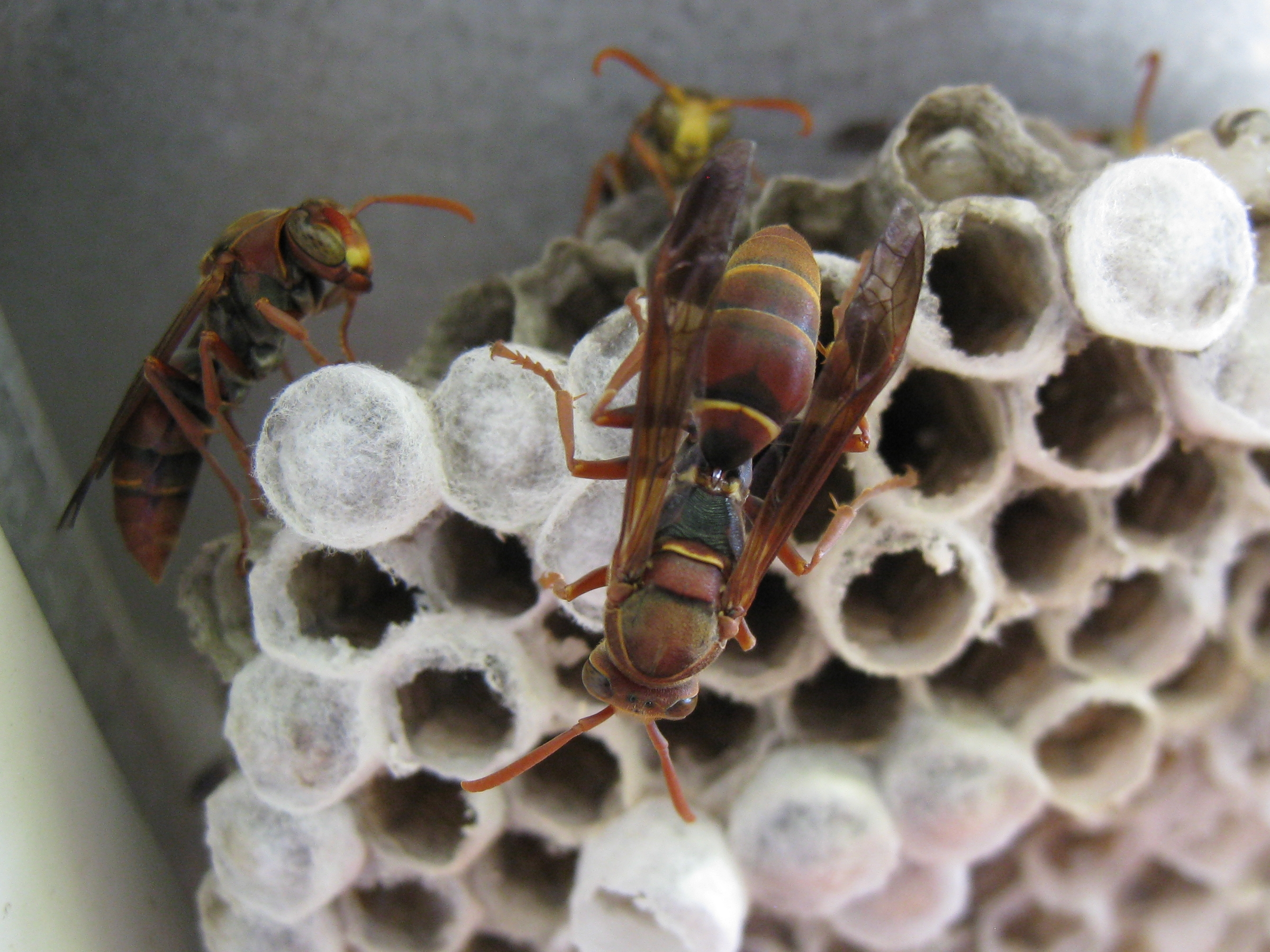
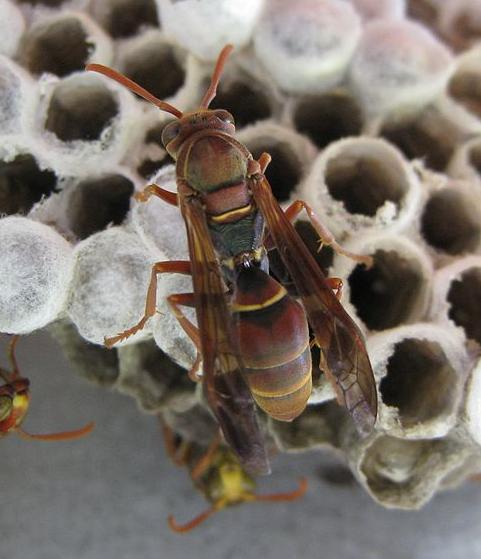
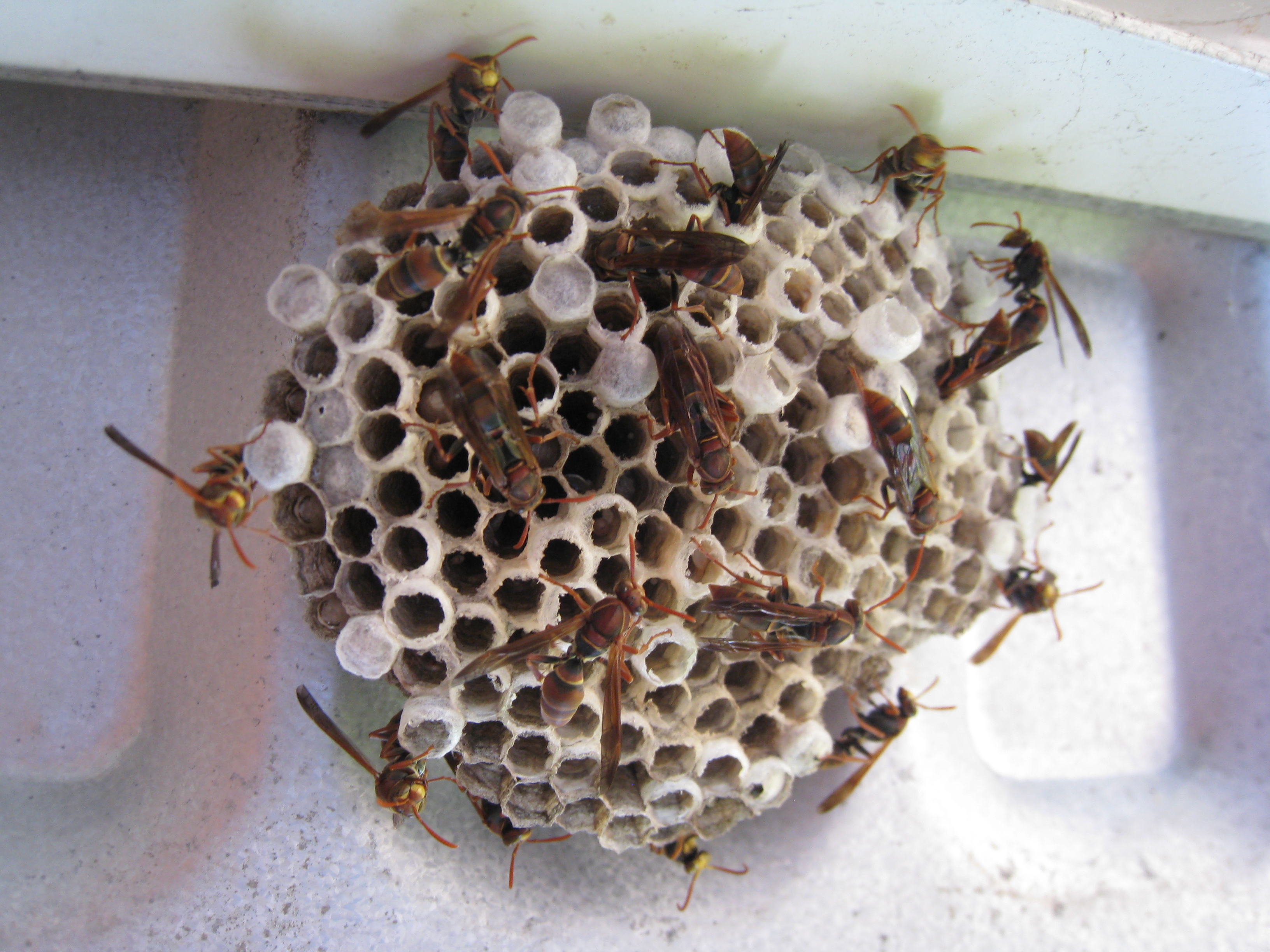